# 八王子駅

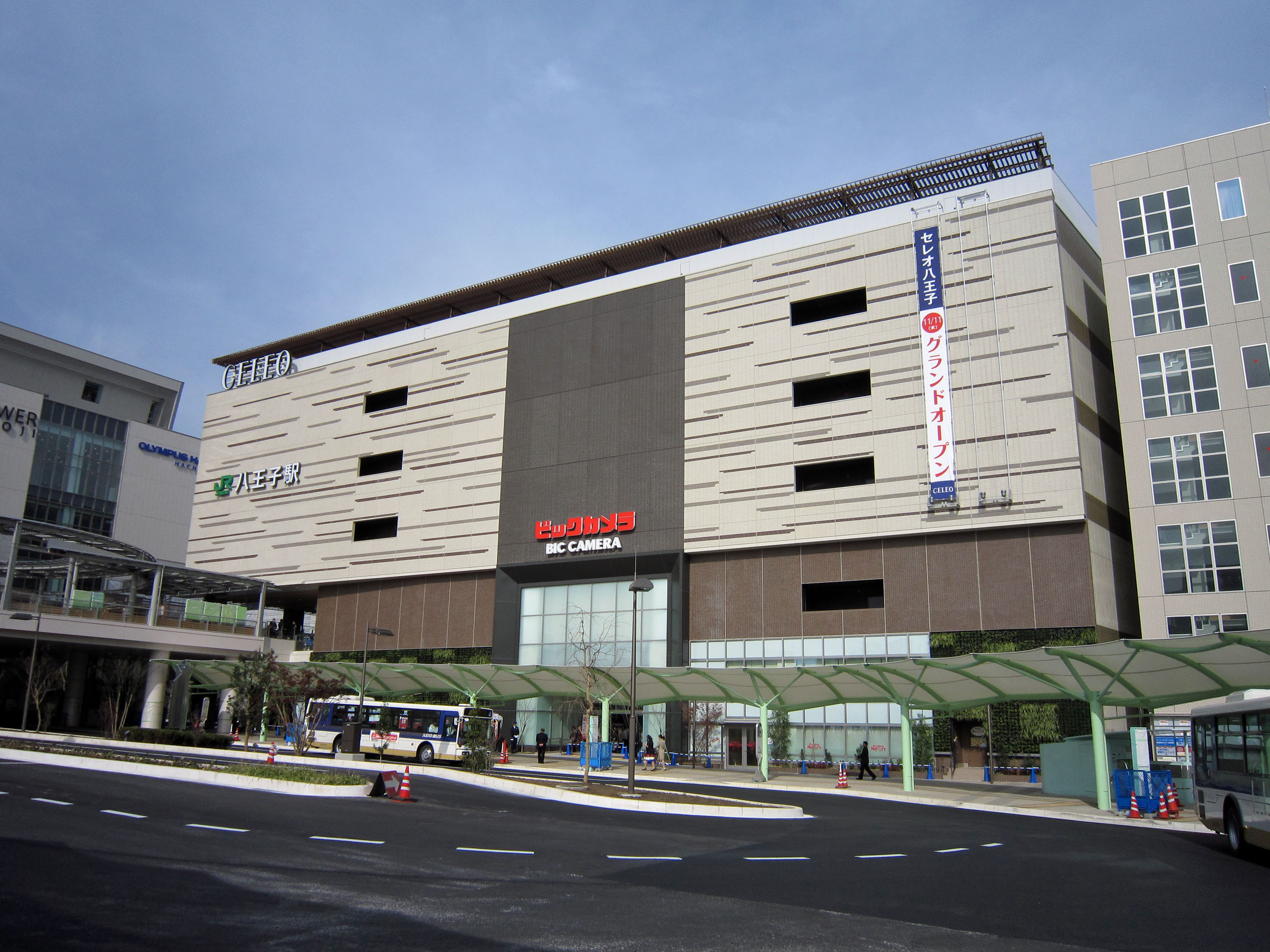
南口駅ビル「セレオ八王子 南館」
（2010年11月）

八王子駅（はちおうじえき）は、東京都八王子市旭町にある、東日本旅客鉄道（JR東日本）・日本貨物鉄道（JR貨物）の駅である。八王子支社管轄の駅。

## 概要
東京都唯一の中核市であり、多摩地域最大の人口を擁する八王子市の中心駅であり、多摩地域にあるターミナル駅の一つ。駅構内にはJR東日本八王子支社が置かれている。中央線で多摩地域東部（立川駅・吉祥寺駅など）や東京都区部（新宿駅・東京駅など）や甲信地方と、横浜線で神奈川県や東京都町田市と、八高線経由で多摩地域北西部や埼玉県西部等と結ばれている。「かいじ」「あずさ」「富士回遊」などの特急列車も全て停車する。また、京王電鉄の京王八王子駅が徒歩5分ほどの距離にあり、定期券での連絡運輸が設定されている。
中央線にはJC 22、横浜線にはJH 32の駅番号が設定されている。

## 歴史

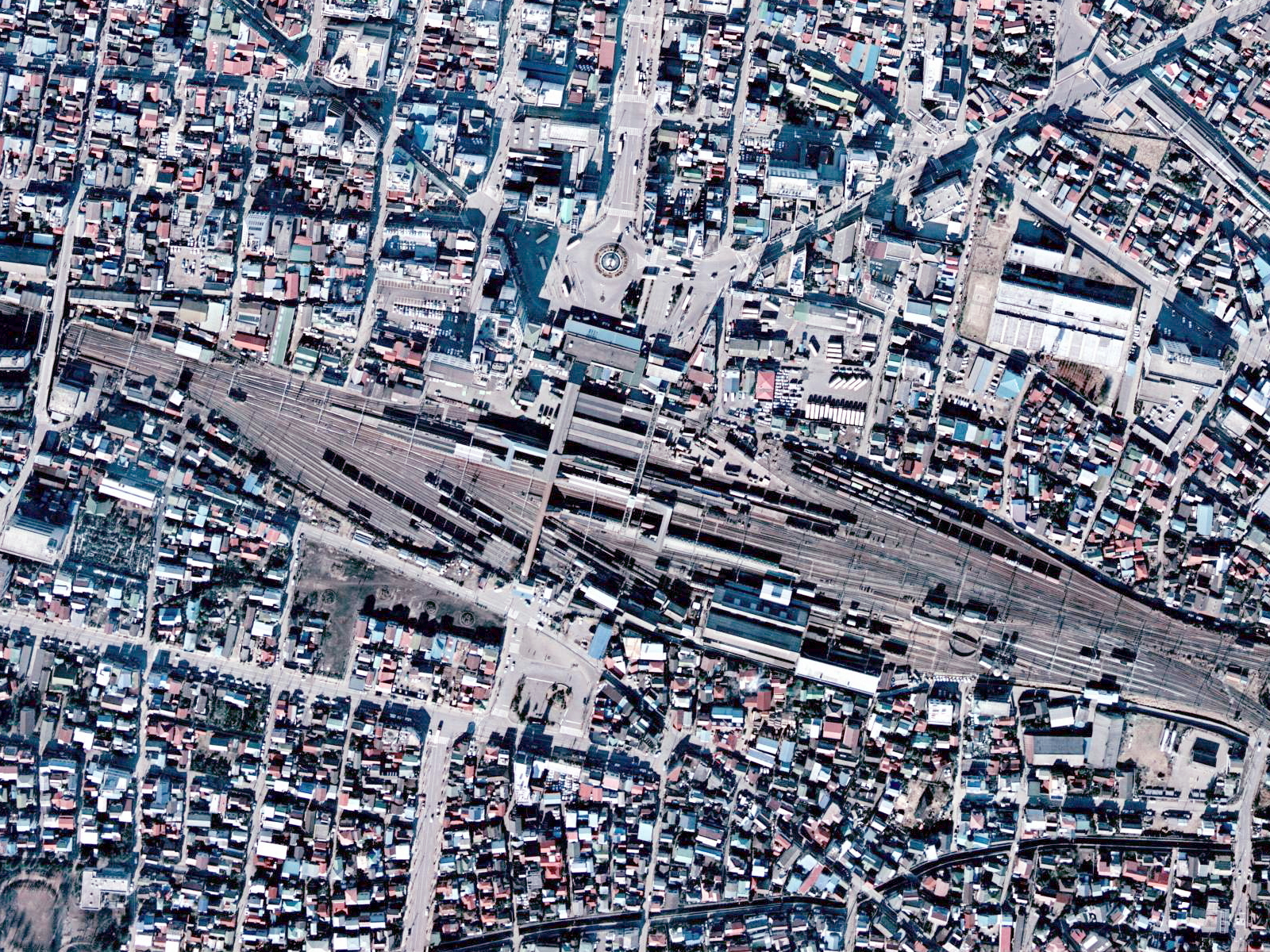
八王子駅周辺の空中写真（1974年12月撮影）

### 年表
- 1889年（明治22年）8月11日：甲武鉄道立川駅 - 八王子駅間開通と同時に開業[1]。一般駅[4]。
  - 当時は現在の場所より北東、八王子合同庁舎付近の位置にあった。
- 1901年（明治34年）8月1日：官設鉄道が上野原駅まで開通[5]。それに伴い、現在の場所より西へおよそ150 m先の地点へ移動[4]。
  - 現在のアップルパーク八王子駅前第1及び第2の位置。
- 1906年（明治39年）10月1日：甲武鉄道が国有化[6]。
- 1908年（明治41年）9月23日：横浜鉄道線が東神奈川駅から開通[7]。
- 1909年（明治42年）10月12日：線路名称制定により中央東線の所属となる[6]。
- 1910年（明治43年）4月1日：鉄道院が横浜鉄道線を借り上げ[7]。鉄道院八濱線（はっぴんせん）となる。
- 1911年（明治44年）5月1日：中央西線宮ノ越駅 - 木曽福島駅間延伸開業に伴い、中央東線は中央本線となる[6]。
- 1917年（大正6年）10月1日：横浜鉄道線が国有化、鉄道院横浜線となる。
- 1930年（昭和5年）12月20日：中央本線の立川駅 - 浅川駅（現・高尾駅）間が電化される。
- 1931年（昭和6年）12月10日：八高線開業[8]。
- 1938年（昭和13年）8月4日：中央本線の複線化に伴い駅舎を改築。
- 1941年（昭和16年）4月5日：横浜線の原町田駅 - 八王子駅間が電化される。
- 1945年（昭和20年）
  - 8月2日：太平洋戦争下の八王子空襲にて焼失[9]。
  - 8月3日：運転再開[9]。8月5日に全面開通[9]。
  - 10月6日：仮駅舎が竣成[9]。
- 1949年（昭和24年）
  - 4月1日：八王子駅南口開通。
  - 6月1日：日本国有鉄道（国鉄）発足[10]。
- 1952年（昭和27年）4月15日：現在地に新駅舎を竣成[9]。
- 1969年（昭和44年）4月21日：横浜線と中央本線の東京寄りに乗り換え専用跨線橋を設置[11]。
- 1971年（昭和46年）12月23日：日本オイルターミナル八王子営業所が開所。
- 1973年（昭和48年）4月10日：旅行センターの営業を開始[12]。
- 1980年（昭和55年）4月：橋上駅舎化工事に着手[13]。
- 1981年（昭和56年）
  - 5月：仮駅舎に移転[13]。
  - 10月：八高線ホーム拡幅[13]。
- 1983年（昭和58年）
  - 9月16日：南北自由通路開通[13]。
  - 11月1日：5代目の駅舎となる駅ビル「八王子ナウ」が竣工し、核テナントとして「八王子そごう」がオープン。
- 1986年（昭和61年）11月1日：荷物の取扱を廃止[4]。
- 1987年（昭和62年）4月1日：国鉄分割民営化に伴い、東日本旅客鉄道（JR東日本）・日本貨物鉄道（JR貨物）の駅となる[4][8][14]。
- 1991年（平成3年）頃：横浜線ホーム島式化。6番線を増設。
  - 3月16日：相模線電化に伴い、電車による相模線の朝夕八王子乗り入れ開始。
- 1993年（平成5年）9月21日：自動改札機を設置し、供用開始[15]。
- 1996年（平成8年）3月16日：八高線当駅 - 高麗川駅間が電化される。
- 1997年（平成9年） 3月14日[16]：八王子駅北口再開発ビル「八王子東急スクエア」が開業[16]。
- 1998年（平成10年）10月3日：コンテナ輸送自動車代行化。
- 1999年（平成11年）：八王子駅北口地下駐車場が完成。
  - 11月21日：中央線上りホームを3番線から2番線へ変更。
    - 従来は朝夕ラッシュ時に2番線を使用。これは中央線上下線が同一ホームで発着するための混雑緩和であったが、これにより終日分離となった。当初は3番線が本線のまま運用されていたが、下記改良工事後は2番線が本線となっている。
    - 改良工事後の3番線は八王子起・終点の列車、また貨物列車の留置に使用されている。
    - この頃、中央線上り本線を2番線へ変更する分岐器等の改良工事実施。
    - この頃、旧乗換専用通路と出口を結ぶ通路が新設され、新たな乗換専用通路も新設。
- 2000年（平成12年）：八王子駅北口歩行者用デッキが開通。桑都・八王子に因んで「マルベリーブリッジ」と名付けられる。
- 2001年（平成13年）
  - 5月：みどりの窓口・びゅうプラザ・併設店舗をリニューアル。
  - 11月18日：ICカード「Suica」の利用が可能となる[報道 2]。
- 2005年（平成17年）12月25日：発車メロディに『夕焼小焼』を導入。
- 2006年（平成18年）3月18日：オフレールステーションの名称使用開始。
- 2007年（平成19年）3月：再び、みどりの窓口・びゅうプラザ・併設店舗をリニューアル。
- 2009年（平成21年）8月11日：開業120周年。記念式典が行われ、八王子市長が1日駅長を務めた。また記念入場券などが発売された。
- 2010年（平成22年）11月11日：2つ目の駅ビル「セレオ八王子」が南口にオープン[報道 3]。
- 2012年（平成24年）
  - 1月31日：「八王子ナウ」に入居していた「そごう八王子店（旧・八王子そごう）」が閉店。
  - 10月25日：「八王子ナウ」が「セレオ八王子北館」としてリニューアルオープン（従来の「セレオ八王子」は「セレオ八王子南館」となる）[報道 4]。
- 2014年（平成26年）：マルベリーブリッジを京王八王子駅方面の東放射線「アイロード」へ延伸[新聞 1]。
- 2019年（令和元年）5月12日：この日をもってびゅうプラザの営業が終了[17]。
- 2020年（令和2年）4月5日：マルベリーブリッジを西放射線通り商店街「ユーロード」へ延伸[新聞 1]。
- 2022年（令和4年）3月11日：翌日のダイヤ改正により、相模線の朝夕八王子乗り入れを終了[報道 5]。八高線（1番線）ホームからの発車メロディ「夕焼け小焼けB」がワンマン化によって消滅。
- 2024年（令和5年）3月16日：ダイヤ改正により「成田エクスプレス」の乗り入れを取りやめ[18]。
- 2024年（令和6年）3月25日：横浜線（5・6番線）ホームにてスマートホームドアの使用を開始[報道 6]。

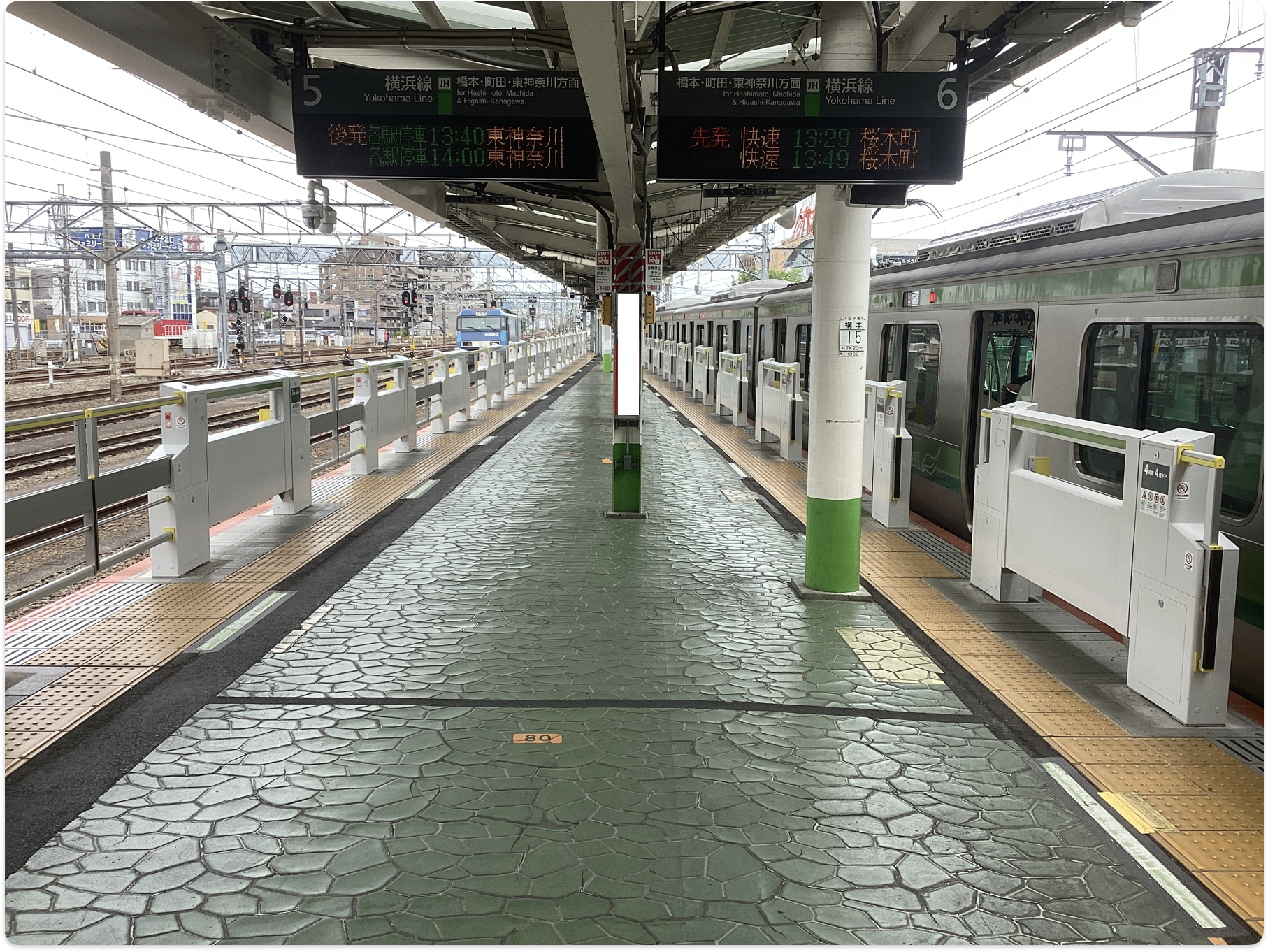
横浜線ホーム5・6番線に新たに設置されたスマートホームドア(2024年5月)

## 駅構造
島式ホーム3面6線を有する地上駅。横浜線乗り場のみ南側に離れている。橋上駅舎を持ち、北側の北口駅ビルにつながっているほか、南側にも自由通路の跨線橋が伸び、南口駅ビルとつながっている。
直営駅であり、八王子統括センターの拠点駅。みどりの窓口および指定席券売機、VIEW ALTTEが設置されている。また八王子統括センターとして、中央線の西八王子駅 - 藤野駅間の各駅、八高線の北八王子駅、小宮駅と横浜線の片倉駅、八王子みなみ野駅、相原駅を管理している。
駅敷地内にはJR東日本八王子支社がある。駅構内にはかつてJR貨物八王子総合鉄道部（旧・八王子機関区）があり、後に新鶴見機関区八王子派出に組織変更されたが、2008年には新鶴見機関区甲府派出と統合され、廃止された。機関区時代の名残りで多数の側線や機関車留置線が存在していたが、それらは2011年12月までにほぼ撤去されている。
八王子総合鉄道部には、八高線が開業した1931年3月に完成し、かつて高尾駅以西の中央線山岳地帯に向かうために平坦線区の機関車と山登りの機関車を頻繁に付け替えていたことの名残りである転車台が残されていたが、こちらも2013年2月に解体され消滅した。また、駅構内東側、中央本線に沿った場所には保線基地がある。

### のりば
| 番線 | 路線            | 方向 | 行先                         |
| ---- | --------------- | ---- | ---------------------------- |
| 1    | ■八高線・川越線 | 下り | 拝島・高麗川・高崎・川越方面 |
| 2    | 中央線          | 上り | 立川・新宿・東京方面         |
| 3    | 中央線          | -    | （行き先表記無し）           |
| 4    | 中央線          | 下り | 高尾・甲府・松本方面         |
| 5・6 | 横浜線          | 上り | 橋本・町田・東神奈川方面     |

（出典：JR東日本:駅構内図）
貨物列車等の待避・機回し・入換に使用するため、1番線の脇と4番線と5番線の間、6番線の脇には、それぞれ側線がある。また、「あずさ」や「かいじ」、「富士回遊」、の全特急列車が当駅に停車する。2025年3月14日まで運転されていた「はちおうじ」は、当駅が始発・終点であった。。
3番線は行き先未記入となっており、定期列車では、中央線上りの当駅始発・終着列車や「むさしの号」が使用する。また、始発列車がない時間帯は主に上り方面の貨物列車の待避・機回し・入換にも使用される。ただし、3番線から下り方に向かう線路は下り本線と平面交差して側線に向かう配線となっている為、甲府方面への出発はできない。
中央本線では当駅始発の大月・甲府方面行きが数本設定されているものの、1つ隣の豊田駅に隣接する豊田車両センターから回送され、当駅から営業運転に入る列車がある。逆に先述の配線上、甲府方面からの当駅止まりの列車は設定されておらず、大半が高尾駅止まりでごく少数立川駅まで運転されるのもある。
横浜線ホームの5・6番線の線路は行き止まりとなっている。そのため、かつて存在した臨時特急「はまかいじ」は3番線を介して横浜方面へ、松本行きは4番線から直通していた。
八高線のホームである1番線は2番線（中央線上りホーム）の東側前方（高麗川・東京寄り）であり、このため1番線の西側後方には柵が設置されている。また、4両編成が停車できる留置線がある。
JR中央線は、東京駅 - 大月駅間のオレンジ帯（E233系）で運行する列車に2階建てグリーン車を2両連結させた12両編成運転を開始するために沿線各駅ではホーム延長などの工事が行われた。当駅は特急停車駅のため 2 - 4番線は既に12両編成の停車に対応しており、工事は信号設備改良やグリーン車Suicaシステム設置に伴う券売機設置などで済んだ。2022年5月16日より、2 - 4番線の中央線快速電車の乗車位置が東京寄りに約10 - 26 m（ホームごとに異なる）移動した。2024年10月13日より快速電車における12両編成の運転が開始された
| 運転番線 | 営業番線 | ホーム     | 中央線 立川・東京方面着発 | 八高線 拝島・高麗川方面着発 | 横浜線 橋本・東神奈川方面着発 | 中央線 高尾・大月方面着発 | 備考               |
| -------- | -------- | ---------- | ------------------------- | --------------------------- | ----------------------------- | ------------------------- | ------------------ |
| 八高2    | なし     | ホームなし | 不可                      | 到着・出発可                | 不可                          | 不可                      | 八高線側線         |
| 八高1    | 1        | 4両分      | 不可                      | 到着・出発可                | 不可                          | 不可                      | 八高線高麗川方面   |
| 上本     | 2        | 12両分     | 出発可                    | 不可                        | 不可                          | 到着可                    | 中央線上り本線     |
| 中一     | 3        | 12両分     | 到着・出発可              | 到着・出発可                | 到着・出発可                  | 到着可・出発不可          | 中央線中線         |
| 下本     | 4        | 12両分     | 到着・出発可              | 到着可                      | 到着・出発可                  | 出発可                    | 中央線下り本線     |
| 下1      | なし     | ホームなし | 到着・出発可              | 出発可                      | 到着・出発可                  | 出発可                    | 側線               |
| 下2      | なし     | ホームなし | 到着・出発可              | 到着・出発可                | 到着・出発可                  | 出発可                    | 側線               |
| 浜1      | なし     | ホームなし | 到着・出発可              | 到着・出発可                | 到着・出発可                  | 不可                      | 側線               |
| 浜2      | 5        | 8両分      | 不可                      | 不可                        | 到着・出発可                  | 不可                      | 横浜線東神奈川方面 |
| 浜3      | 6        | 8両分      | 不可                      | 不可                        | 到着・出発可                  | 不可                      | 横浜線東神奈川方面 |

（出典：今尾恵介『JR東日本全線【決定版】鉄道地図帳vol.8 八王子支社管内編』学研プラス、2010年7月17日。ISBN 978-4-05-605769-0。）

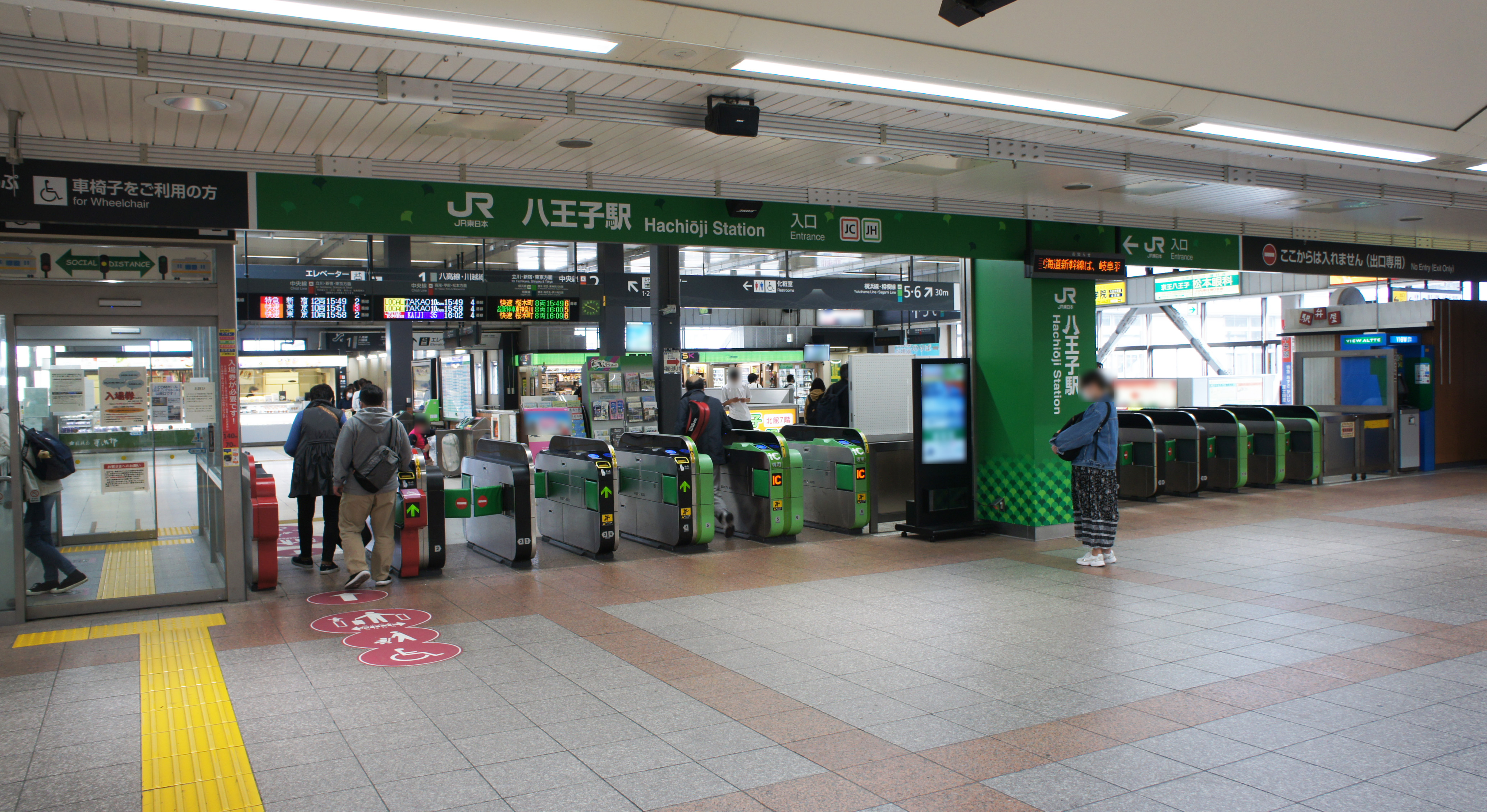
改札口（2021年4月）
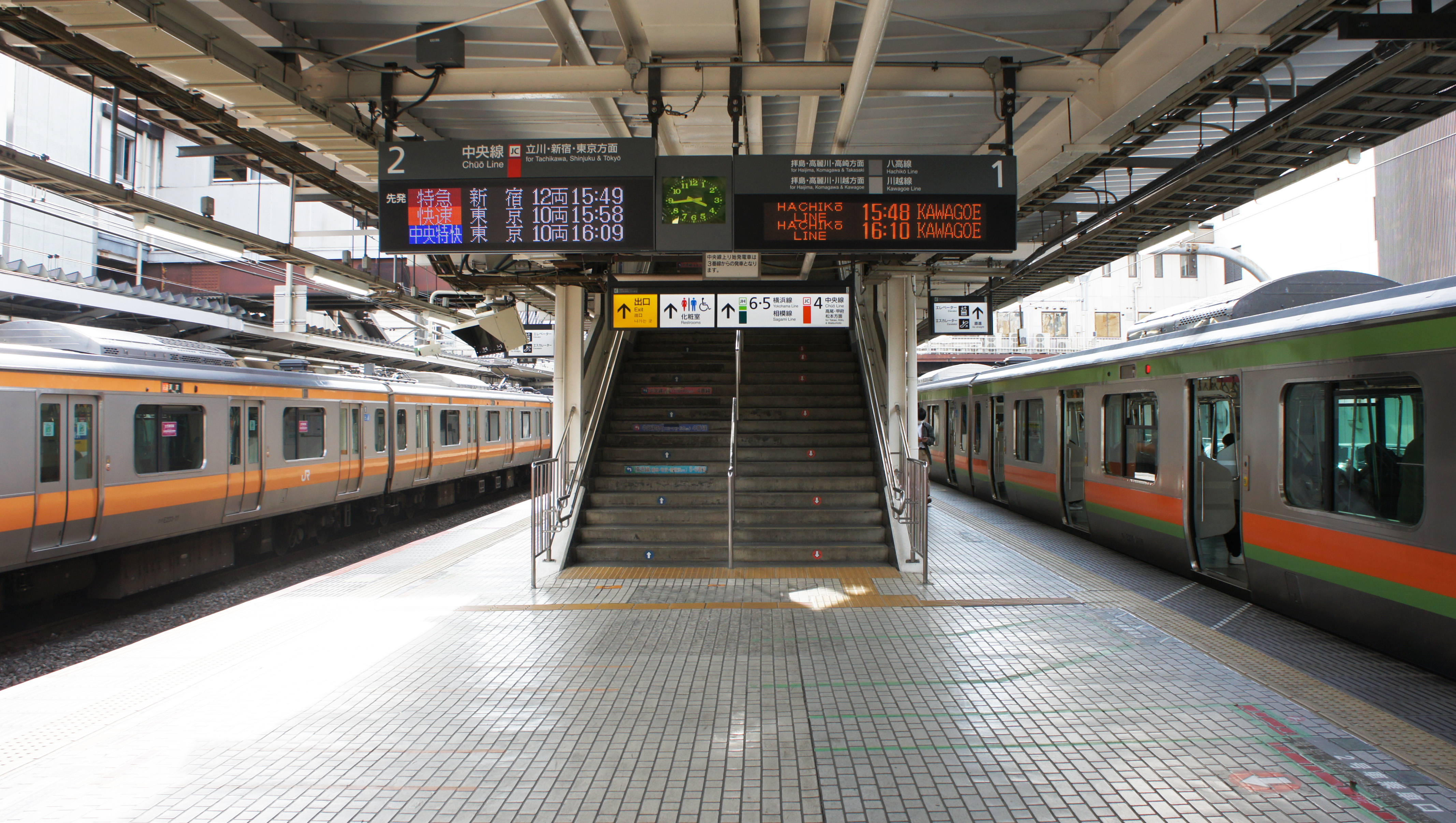
1・2番線ホーム（2021年4月）
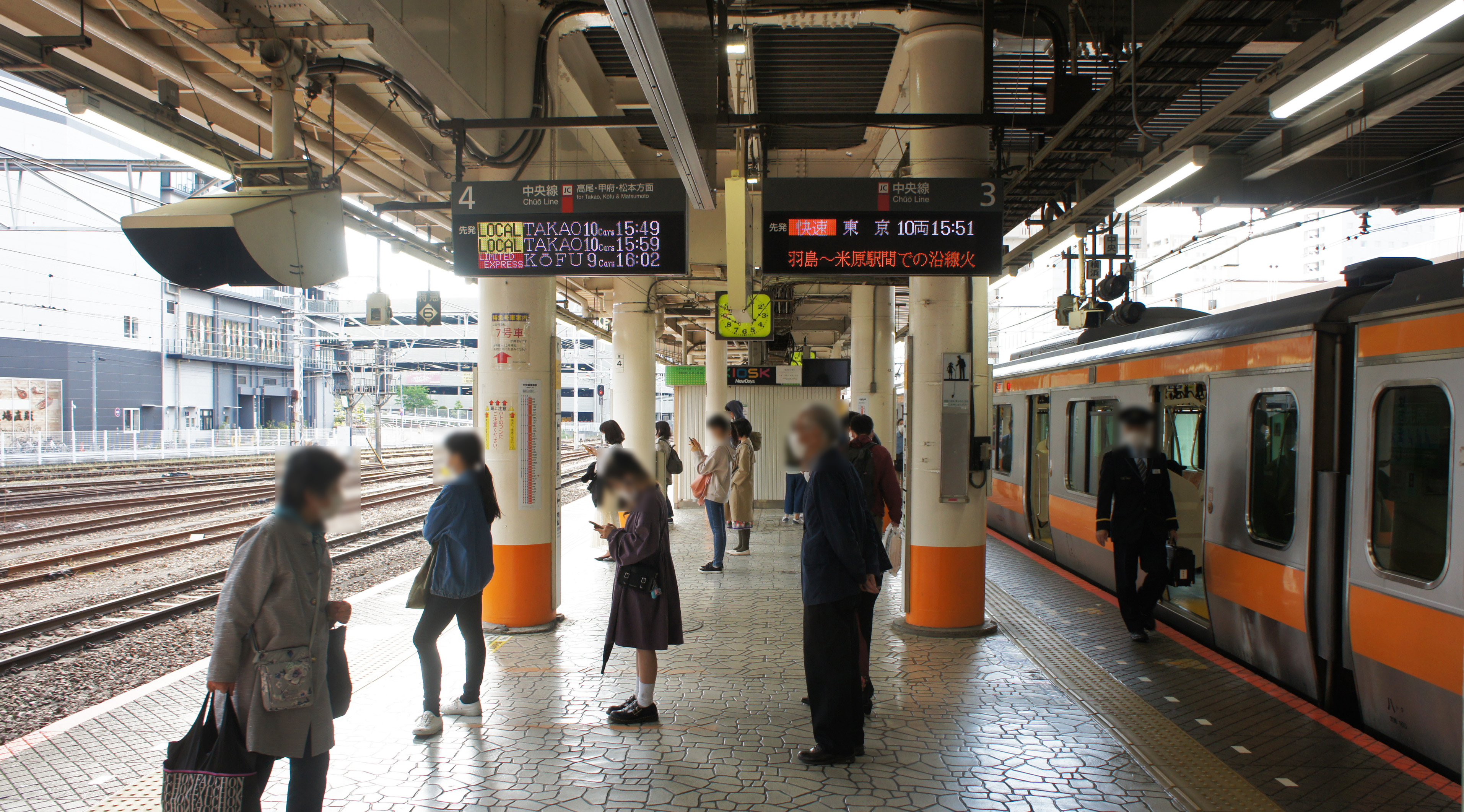
3・4番線ホーム（2021年4月）
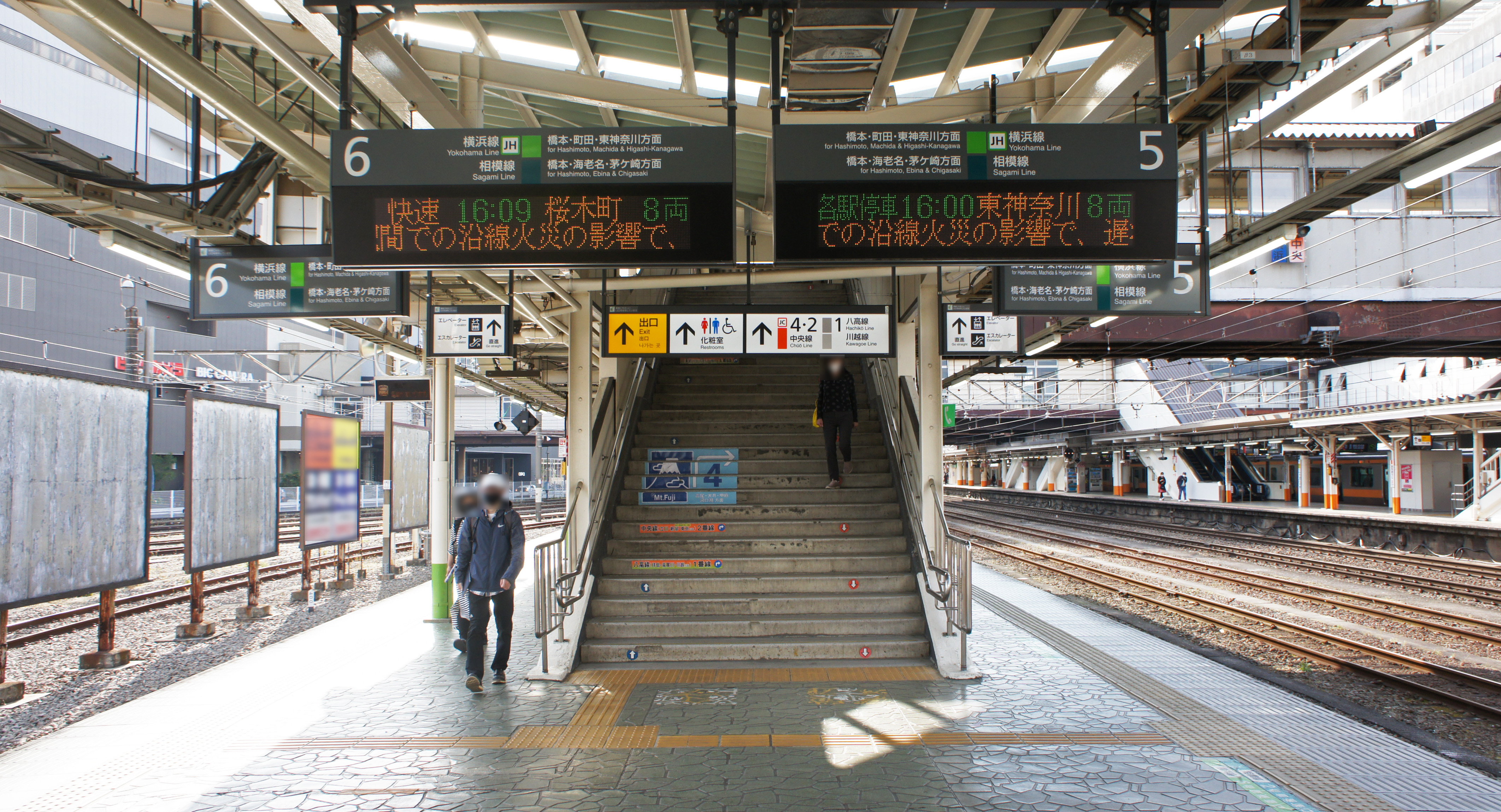
5・6番線ホーム（2021年4月）

### 発車メロディ
2005年12月25日から全ホームの発車メロディが八王子市内出身の中村雨紅作詞の『夕焼小焼』となった。メロディの制作はサウンドフォーラムで、編曲は牧野奈津子が手掛けた。ホームごとにアレンジが異なる。コンコースにはこの歌をイメージした壁画と歌碑が屋根の段差部分に取り付けられている。なお、2022年3月11日までは八高線の1番線ホームでも使用されていたが、ワンマン化のため現在は使用されていない。また2005年以前は1番線でJR-SH7-1、2・3番線でJR-SH2-3、4番線はJR-SH1-1、5番線はJR-SH8-3、6番線はJR-SH6-1が使用されており、それ以前ではCiero Estrellado(標準)が使用されていた。
| 1 | ■  | 夕焼け小焼けB（現在不使用） |
| 2 | JC | 夕焼け小焼けA               |
| 3 | JC | 夕焼け小焼けC               |
| 4 | JC | 夕焼け小焼けD               |
| 5 | JH | 夕焼け小焼けE               |
| 6 | JH | 夕焼け小焼けF               |

### 駅構内設備

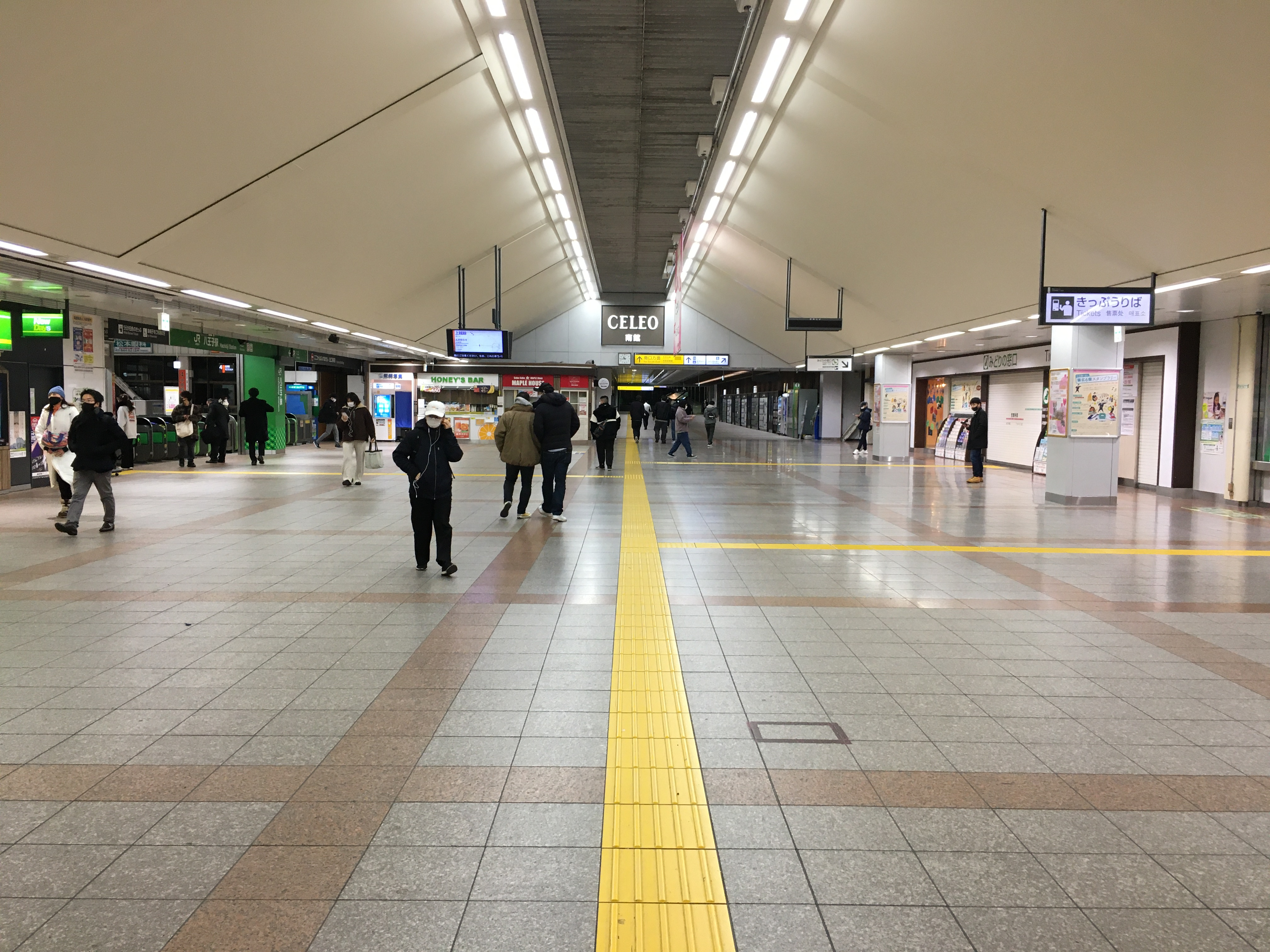
自由通路（2021年1月）

- エレベーター及びエスカレーターは全ホームに設置。
- トイレ（車椅子対応）は改札口付近に設置（2017年2月より改修工事が行われ、2017年6月30日に使用開始された）。
- コインロッカーは南北自由通路の途中に設置。
- 駅レンタカーは南口入口付近に設置。
- KIOSK（売店、全ホーム）
- 駅弁屋（売店、2階コンコース）
- 証明写真機Ki-Re-i（2階コンコース。2台）
- 駅そば あじさい茶屋（そば・うどん店、5・6番線ホーム）、いろり庵きらく（旧：いちょう庵）（同、2階コンコース）
- メープルハウス（八王子中央店、2階コンコース）
- BECK'S COFFEE SHOP （コーヒーショップ、2階コンコース）
- NewDays（コンビニ、2階コンコース）
- 桔梗屋 東治郎（2階コンコース）
- Rond.（ロン）（洋菓子。2階コンコース）
- やまたまや（山梨県・多摩地域の地産品ショップ。2階コンコース）
- みずほ銀行（八王子駅出張所ATM。2階コンコース。）
- ビューカード（改札内連絡通路ATM、改札口横ATM）

### 貨物取扱
JR貨物の駅は、コンテナ貨物（12 ftコンテナのみ）と車扱貨物の取扱駅となっている。車扱貨物を輸送するための貨物列車は設定されているが、コンテナ輸送はすでにトラック代行化されている。駅の業務は神奈川臨海鉄道が受託している。

#### 貨物側線
駅構内東側で、八高線から分岐し中央本線に沿って東進、途中で保線基地線を分岐させ、浅川西岸にある日本オイルターミナル八王子営業所（油槽所）へ至る側線がある。この線路は油槽所への石油搬入に使用されており、末端に石油荷役線2線と留置線1線がある。
この油槽所へ石油を輸送するため、根岸駅や千葉貨物駅から石油輸送用貨物列車が運行されている。

#### 八王子オフレールステーション
八王子オフレールステーション（略称：八王子ORS・北緯35度39分15.9秒 東経139度20分58.4秒）は、JR貨物の施設の通称。旅客駅の中央本線に沿った東側、八王子市北野町600にある。2023年時点ではコンテナ集配基地として機能しており、貨物列車の発着はない。列車代替のトラック便が、1日3往復、横浜羽沢駅との間で運行されている。
かつては貨物列車の発着があり、コンテナは列車で輸送されていたが、1998年10月よりトラック代行になり、自動車代行駅となった。また、2006年3月の貨物駅の名称整理の際に、「オフレールステーション」の通称の使用を開始している。
2012年時点ではコンテナヤードが置かれているのみだが、列車の発着があった時期は1面2線のコンテナホームを有していた。すでに荷役線は撤去され、山田川を渡る橋のみ残っている。

## 利用状況
2023年度（令和5年度）の1日平均乗車人員は75,519人であり、JR東日本の駅では大森駅に次いで第51位。中央快速線内は12位、横浜線内は町田駅に続き2位である。
1989年度（平成元年度）以降の1日平均乗車人員の推移は下表の通り。
| 年度               | 1日平均 乗車人員 | 出典     |
| ------------------ | ---------------- | -------- |
| 1989年（平成元年） | 72,717           | [ * 1 ]  |
| 1990年（平成02年） | 76,208           | [ * 2 ]  |
| 1991年（平成03年） | 81,019           | [ * 3 ]  |
| 1992年（平成04年） | 82,427           | [ * 4 ]  |
| 1993年（平成05年） | 83,614           | [ * 5 ]  |
| 1994年（平成06年） | 83,723           | [ * 6 ]  |
| 1995年（平成07年） | 83,648           | [ * 7 ]  |
| 1996年（平成08年） | 84,978           | [ * 8 ]  |
| 1997年（平成09年） | 83,647           | [ * 9 ]  |
| 1998年（平成10年） | 82,652           | [ * 10 ] |
| 1999年（平成11年） | 82,192           | [ * 11 ] |
| 2000年（平成12年） | 80,697           | [ * 12 ] |
| 2001年（平成13年） | 80,843           | [ * 13 ] |
| 2002年（平成14年） | 81,204           | [ * 14 ] |
| 2003年（平成15年） | 81,273           | [ * 15 ] |
| 2004年（平成16年） | 80,325           | [ * 16 ] |
| 2005年（平成17年） | 80,755           | [ * 17 ] |
| 2006年（平成18年） | 81,403           | [ * 18 ] |
| 2007年（平成19年） | 82,032           | [ * 19 ] |
| 2008年（平成20年） | 82,395           | [ * 20 ] |
| 2009年（平成21年） | 80,273           | [ * 21 ] |
| 2010年（平成22年） | 80,219           | [ * 22 ] |
| 2011年（平成23年） | 81,474           | [ * 23 ] |
| 2012年（平成24年） | 82,521           | [ * 24 ] |
| 2013年（平成25年） | 85,191           | [ * 25 ] |
| 2014年（平成26年） | 84,739           | [ * 26 ] |
| 2015年（平成27年） | 86,178           | [ * 27 ] |
| 2016年（平成28年） | 85,093           | [ * 28 ] |
| 2017年（平成29年） | 85,302           | [ * 29 ] |
| 2018年（平成30年） | 85,003           | [ * 30 ] |
| 2019年（令和元年） | 83,565           | [ * 31 ] |
| 2020年（令和02年） | 58,760           |          |
| 2021年（令和03年） | 65,571           |          |
| 2022年（令和04年） | 72,101           |          |
| 2023年（令和05年） | 75,519           |          |

## 貨物取扱
2011年度は、コンテナ貨物の取扱量が発送19,996トン、到着64,405トン、車扱貨物の取扱量が発送37,849トン、到着394,361トンだった。近年の年間発着トン数は下表の通り。
| 年度               | 総数       | 総数       | 車扱貨物   | 車扱貨物   | コンテナ貨物 | コンテナ貨物 | 出典        |
| 年度               | 発送トン数 | 到着トン数 | 発送トン数 | 到着トン数 | 発送トン数   | 到着トン数   | 出典        |
| ------------------ | ---------- | ---------- | ---------- | ---------- | ------------ | ------------ | ----------- |
| 1990年（平成02年） | 95,912     | 494,866    | 60,593     | 394,820    | 35,319       | 100,046      | [ 貨物 1 ]  |
| 1991年（平成03年） | 91,964     | 485,467    | 57,641     | 403,750    | 34,323       | 81,717       | [ 貨物 2 ]  |
| 1992年（平成04年） | 92,636     | 415,540    | 55,802     | 378,706    | 36,834       | 36,834       | [ 貨物 3 ]  |
| 1993年（平成05年） | 67,450     | 401,304    | 33,583     | 317,773    | 33,867       | 83,531       | [ 23 ]      |
| 1994年（平成06年） | 64,707     | 403,226    | 32,728     | 319,083    | 31,979       | 84,143       | [ 貨物 4 ]  |
| 1995年（平成07年） | 69,945     | 390,958    | 36,437     | 316,238    | 33,508       | 74,720       | [ 貨物 5 ]  |
| 1996年（平成08年） | 64,779     | 390,382    | 31,583     | 309,121    | 33,196       | 81,261       | [ 貨物 6 ]  |
| 1997年（平成09年） | 62,317     | 372,827    | 29,343     | 289,327    | 32,974       | 83,500       | [ 貨物 7 ]  |
| 1998年（平成10年） | 52,278     | 263,191    | 19,465     | 193,061    | 32,813       | 70,130       | [ 貨物 8 ]  |
| 1999年（平成11年） | 62,312     | 388,387    | 31,190     | 314,796    | 31,122       | 73,591       | [ 貨物 9 ]  |
| 2000年（平成12年） | 76,976     | 451,794    | 38,856     | 379,037    | 38,120       | 72,757       | [ 貨物 10 ] |
| 2001年（平成13年） | 77,613     | 432,963    | 33,736     | 355,016    | 43,877       | 76,747       | [ 貨物 11 ] |
| 2002年（平成14年） | 84,632     | 497,604    | 42,580     | 423,808    | 42,052       | 73,796       | [ 貨物 12 ] |
| 2003年（平成15年） | 90,643     | 498,070    | 42,788     | 406,782    | 47,855       | 91,288       | [ 貨物 13 ] |
| 2004年（平成16年） | 83,878     | 541,730    | 45,704     | 452,825    | 38,174       | 88,905       | [ 貨物 14 ] |
| 2005年（平成17年） | 88,426     | 545,413    | 45,778     | 467,313    | 42,648       | 78,100       | [ 貨物 15 ] |
| 2006年（平成18年） | 79,027     | 527,053    | 42,927     | 442,358    | 36,100       | 84,695       | [ 貨物 16 ] |
| 2007年（平成19年） | 77,474     | 522,163    | 42,812     | 441,056    | 34,662       | 81,107       | [ 貨物 17 ] |
| 2008年（平成20年） | 75,268     | 470,328    | 42,812     | 381,218    | 32,456       | 89,110       | [ 貨物 18 ] |
| 2009年（平成21年） | 63,355     | 465,074    | 37,804     | 387,034    | 25,551       | 78,040       | [ 貨物 19 ] |
| 2010年（平成22年） | 59,811     | 463,064    | 38,430     | 389,889    | 21,381       | 73,175       | [ 貨物 20 ] |
| 2011年（平成23年） | 57,845     | 458,776    | 37,849     | 394,361    | 19,996       | 64,405       | [ 貨物 21 ] |

## 駅弁
以前は八王子駅（高尾駅）に玉川亭という業者が駅弁を販売していたが、既に撤退している。現在は、日本レストランエンタプライズ (NRE) の駅弁（新宿駅・大宮駅・水戸駅・いわき駅と全く同じ）が「駅弁屋」で販売されている。その後、2階コンコースのギフトプラザ売店にて崎陽軒の弁当の取り扱いが開始されたが、現在はセレオ八王子内に移転した。
2023年2月12日に駅弁屋は閉店されたが、駅構内外のNewDaysで売られている。

### 八王子で売られていた駅弁一覧
- 第二次世界大戦前
  - 御寿司
- 第二次世界大戦後
  - 特製御弁当、特製お好み弁当、サンドウィッチ、ちらし寿し、うなぎ弁当、高尾の里、松姫御膳、牛ずし、特製幕の内夕やけ弁当、陣場の栗めし

### 主な駅弁一覧
※現在全ての駅弁が売られているかは不明。
- 鳥めし弁当
- 深川めし
- チキン弁当
- 30品目のバランス弁当
- たれカツ重
- さば蒲焼き風弁当
- 海苔のりべん
- 五目わっぱめし
- 鯵鯖よくばり寿司
- こだわりのとんかつ弁当
- 幕の内弁当
- 秋露のささやき
- 特上鯵の押寿し
- 季節の吹き寄せ弁当
- 釜めし弁当
- 幸福べんとう
- 大漁市場（旅情編）
- うなぎ弁当
- 北海味メッセ
- 懐石弁当大人の休日

## 駅周辺
駅周辺は八王子市の中心市街地である。吉祥寺・立川・町田などと並び多摩地域を代表する商業地域の1つであり、北口を中心に繁華街が広がっている。特に駅から北西方向に広がる西放射線通り商店街（通称：ユーロード）は歩行者専用道路で飲食店などが集積しており、人通りも多く特に賑わっている。かつては多摩地域最大の繁華街として栄えていたが、市郊外に三井アウトレットパーク 多摩南大沢を始めとする複数の大型商業施設の出店や、周辺の立川駅や町田駅の発展、市の基幹産業である繊維産業（絹織物）の衰退により、多摩地区における繁華街としての相対的な地位は低下している。以前は北口に百貨店が複数存在したが、2012年のそごう八王子店の閉店以降は全て撤退している。かつて「織物の街」として栄えた名残で全盛期から大幅に規模を縮小したものの、中町には多摩地域で唯一の花街である「黒塀通り」が今なお残っている。商業面のみならず、東京地方裁判所や東京地方検察庁といった公的機関も立川市に移転した。
北口、南口にそれぞれある駅前広場は歩行者及び路線バス、タクシーの発着用である。自家用自動車等は北口では駅からやや離れた場所か、地下駐車場を利用する。南口では2018年11月22日、新たに開業した「八王子オーパ」1階東側に一般車両の乗降場が設けられた。ただし認められているのは一時的な停車だけで、出迎えのためなどの駐車やマイクロバスなど大型車両の進入は禁止されている。

### 駅周辺の歴史

#### 北口の商業施設

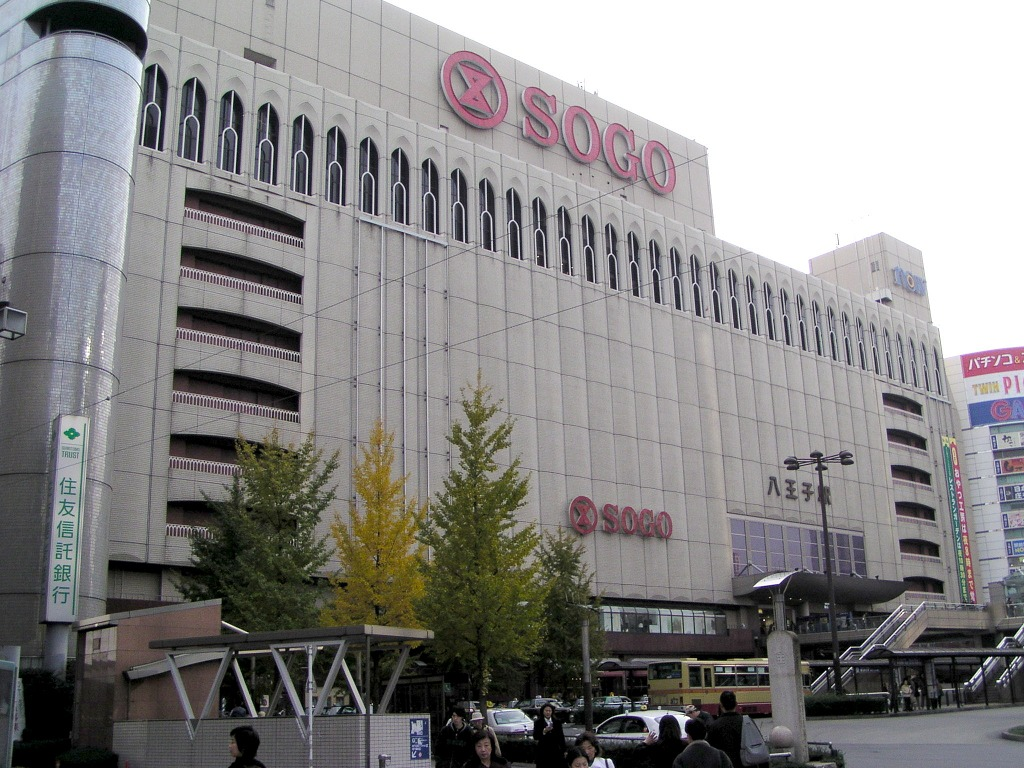
そごう入居時代の北口駅ビル（2005年11月撮影）

北口周辺から甲州街道（国道20号）沿いの八幡町・八日町・横山町にかけては、江戸時代の宿場町を基礎とする商店街と、百貨店など大型商業施設を中心とした商業地域が栄えた。かつてはまるき百貨店やイノウエ百貨店といった地元百貨店があり、また大型店として丸井八王子店、西武百貨店八王子店、八王子大丸、伊勢丹八王子店、長崎屋八王子店、八王子発祥のスーパーマーケット忠実屋1号店の八幡町店などがあった。
1983年に八王子駅の駅ビル「八王子ターミナルビル」が建設され、核店舗として八王子そごうと専門店街「八王子ナウ」が開業した。他の百貨店は出店時に周辺商店街からの反対運動により店舗規模を縮小せざるを得なかったため、そごう進出により丸井以外の百貨店が撤退した。1987年には大丸が撤退した跡地に忠実屋がファッションビル「FAM」を開店した。
またこの頃、八王子駅周辺では初となる家電量販店のヨドバシカメラ八王子店が開業した。ヨドバシカメラとしては新宿・横浜・上野に次ぐ出店であり初の郊外のターミナル駅前立地型店舗となった。
1994年には、忠実屋がダイエーに吸収合併されたことによりファッションビル「FAM」が閉店し、地下化された京王八王子駅の地上部に駅ビルの京王八王子ショッピングセンター（旧称「KEIO21=ケイオウ ツーワン」）が同年オープンした。1997年には八王子駅北口再開発事業が竣工し八王子東急スクエア（現・八王子オクトーレ）がオープンした。
2004年には当時経営不振に陥っていた丸井が撤退した。2011年には長崎屋八王子店が閉店し、ドン・キホーテ八王子駅前店としてリニューアルオープンした。
2012年1月31日、八王子市内に唯一残った百貨店の八王子そごうが閉店し、同年10月25日にJR東日本最大級の駅ビルセレオ八王子北館としてリニューアルオープンした。これにより八王子市内の百貨店は全て撤退し、また東京都内からそごうの店舗が消滅した。
2015年にはダイエー八王子店が建物老朽化に伴い閉店した。店舗解体後の跡地に高層マンションが建設され、ダイエーは2019年3月28日、イオンフードスタイル八王子店としてマンション1階に再出店した。
八王子駅と京王八王子駅の中間地である旭町・明神町地区で再開発計画があり、先行して明神町地区の都合同庁舎及び多摩地区最大となる展示ホールが2018年度に着工予定、2022年度の竣工予定である。
北口周辺を中心とした中心市街地では、1995年以降一貫して人口が増加している。近年においてもマンション建築が盛んであり、市総人口に対する中心市街地シェアも徐々に高まっている。

#### マルベリーブリッジ・織物タワー
| マルベリーブリッジ（左：1990年代開通部、右：2014年延伸開通部） |  | マルベリーブリッジ（左：1990年代開通部、右：2014年延伸開通部） |
| マルベリーブリッジ（左：1990年代開通部、右：2014年延伸開通部） |  |                                                                |

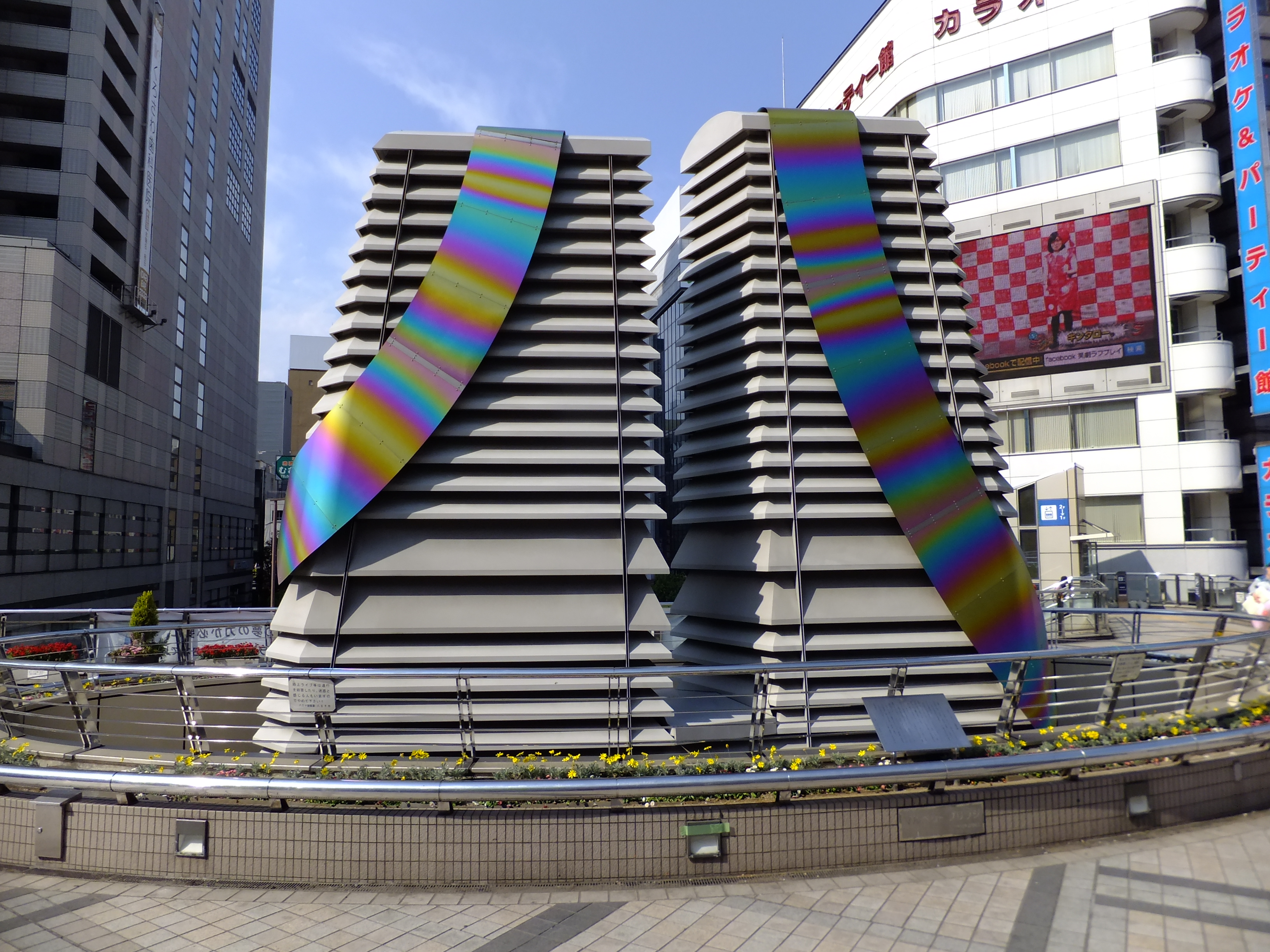
北口駅前に設置されたモニュメント「絹の舞」

1960年に「八王子織物産地買継商業組合」により「織物の八王子」モニュメントが設置され、1962年に同組合から八王子市に寄贈された。「織物タワー」と呼ばれており、上部には八王子市の市章を掲げ、その下に「織物の八王子」と大きな字で記されていた。1995年に八王子駅北口再開発事業による北口地下駐車場整備のため解体撤去されるまで、「織物タワー」は八王子のシンボルとして市民に長年親しまれていた。なお「織物タワー」は正式名称でなく市民からの愛称である。
1999年にはペデストリアンデッキ「マルベリーブリッジ」（マルベリーは「桑」の意）が完成した。駅ビル・駅舎内の自由通路により南口側とも連絡している。また「マルベリーブリッジ」中央部にはかつての「織物タワー」の代わりに、新たなモニュメント「絹の舞」が設置された。絹織物をイメージした虹色の板が「八」の字を描いて架かるデザインとなっている。
ペデストリアンデッキの整備と同時に、バスターミナル・タクシー乗り場も整備され、北口駅前ロータリーは一般車進入禁止とされたことにより、駅前の道路混雑が緩和された。
その後も「マルベリーブリッジ」の延伸工事は進められ、2012年秋には京王八王子駅方向の東放射線「アイロード」方面への延伸工事が開始、2014年3月30日に延伸部131.7 mが開通した。続いて西放射線通り商店街「ユーロード」方面への延伸と八王子東急スクエア（現・八王子オクトーレ）への接続も計画され、2018年度に着工し2019年度の完成を予定して工事を進め、2020年4月5日に完成した。

#### 南口の商業施設・再開発
八王子駅南口では、1991年から再開発計画はあったものの長らく着工には至らず、バスロータリーと小規模商店や空地などが点在する状態が続いた。
2008年に「八王子駅南口地区市街地再開発事業」が着工、同年1月から41階建ての再開発ビル「サザンスカイタワー八王子」の建設および駅前広場の整備を行い、2010年11月に竣工、同年12月1日に開業した。再開発ビルには、市民会館「J:COMホール八王子」（4 - 10階・上野町のものを移転。元「オリンパスホール八王子」）や八王子駅南口総合事務所（4階）などの公共施設や、商業施設（1 - 3階）、業務施設（5 - 7階）、住宅（9 - 41階・390戸）、地下駐車場が入居する。2階に地元スーパーのスーパーアルプスが入居したほか、カフェやドラッグストア、3階には飲食店等のテナントが入居している。
再開発ビルの下に整備された駅前広場には「とちの木デッキ」という名称のペデストリアンデッキが新設され、バスロータリーには八王子みなみ野駅から発着している近隣大学の通学バス専用発着場も整備された。2010年11月20日より「とちの木デッキ」およびバスロータリーの完全供用開始に伴い、北口発着分を含めたバス路線の整理が行われた。
また、駅自由通路東側にはJR東日本がビックカメラ、保育所、飲食店等が入居する地上6階・地下2階建ての駅ビル（商業施設）「セレオ八王子南館」を建設し、2010年11月11日に開業した。さらに、駅自由通路西側ではJR貨物による地上5階建て6層の立体駐車場「駐太郎」が開業した。
2016年、駅自由通路西側にJR貨物と住友不動産の共同開発で地上26階建て、地下1階建て住宅商業の複合ビルが着工した。地上6階建ての商業施設部分にはオーパが出店を決定。2018年11月29日に八王子オーパが開業した。

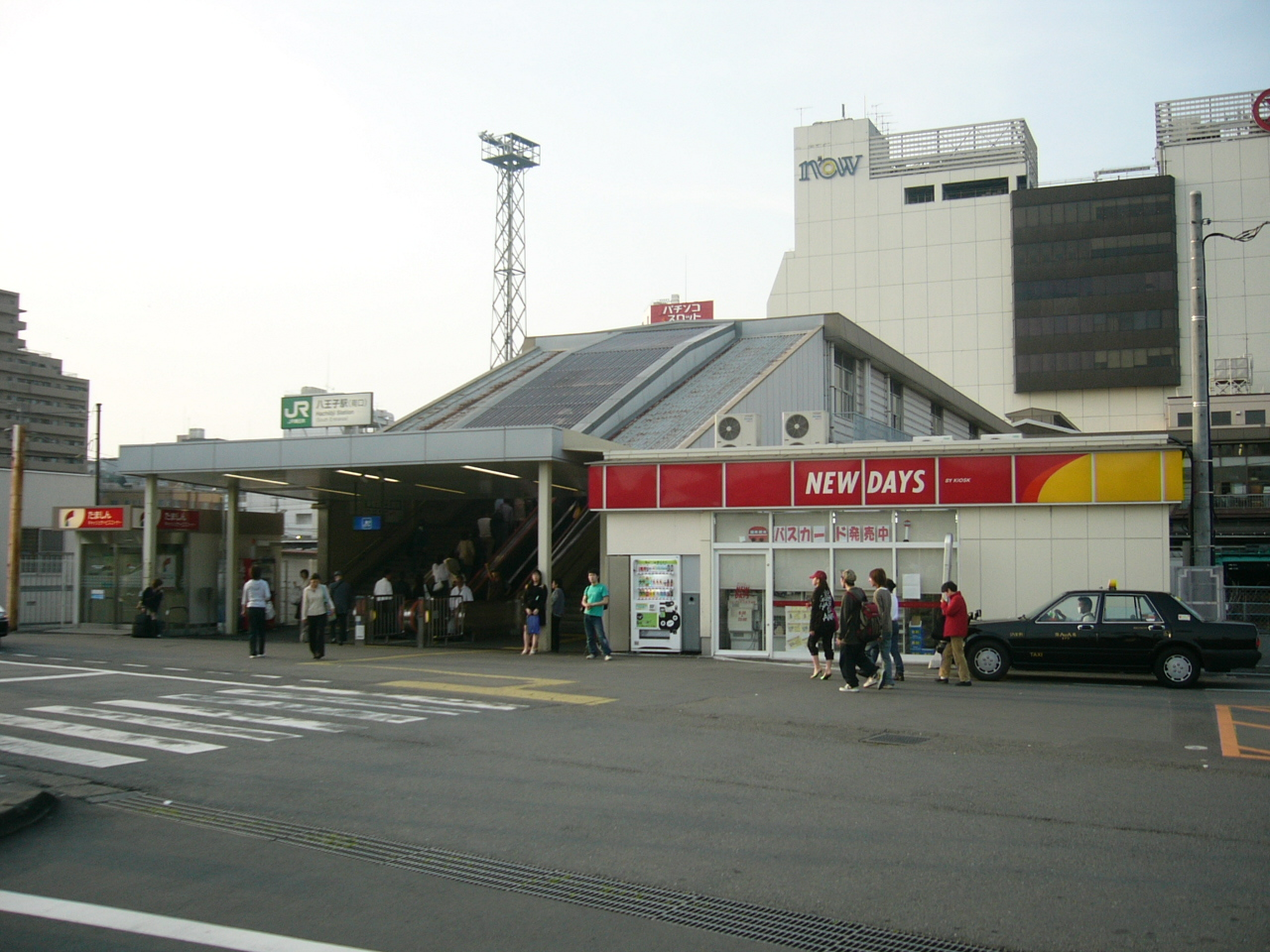
再開発前の南口（2006年5月）
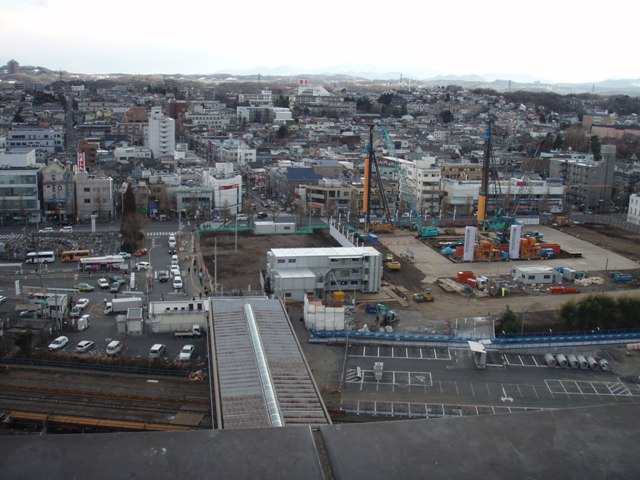
再開発事業中の南口（2008年2月）

### 北口

#### 公共施設
- 八王子市夢美術館
- 八王子市生涯学習センター（クリエイトホール）
  - 八王子市消費者センター
  - 八王子市生涯学習センター図書館
- 八王子市芸術文化会館 いちょうホール
- 八王子市こども科学館（コニカミノルタ サイエンスドーム）
- 八王子簡易裁判所
- 八王子区検察庁
- 八王子税務署（2019年11月25日、南口より新庁舎に移転）
- 八王子市保健所
- 東京都八王子合同庁舎
- 東京法務局八王子支局
- 八王子労働基準監督署
- 日本年金機構八王子年金事務所
- 警視庁第九方面合同庁舎
- 警視庁八王子警察署
- 東京消防庁八王子消防署

#### 主な商業施設
ショッピングセンター
- セレオ八王子北館（旧：そごう八王子店・八王子ナウ）
  - 京王百貨店セレオ八王子店
  - イセタンミラーセレオ八王子店（ナチュラル派ブランドを併設し「イセタン コスメティクス」として展開）
  - 成城石井セレオ八王子北館店
  - 無印良品セレオ八王子（「Cafe＆MealMUJIセレオ八王子」併設）
  - 八王子ロフト
  - アカチャンホンポセレオ八王子店
  - Victoriaセレオ八王子店（アウトドア専門店「L-Breath」併設）
  - あそびのせかいセレオ八王子店
  - 有隣堂セレオ八王子店
  - よみうりカルチャー八王子
  - bloomingbloomyセレオ八王子店
- 八王子オクトーレ（旧・八王子東急スクエア）
  - 八王子市学園都市センター
  - 八王子駅前郵便局
    - ゆうちょ銀行八王子店
    - かんぽ生命八王子支店
- 京王八王子ショッピングセンター

量販店
- ドン・キホーテ 八王子駅前店（旧：長崎屋八王子店）
- ヨドバシカメラ 八王子店

その他
- グランド東京ビル（旧：八王子西武百貨店）
  - 八王子温泉やすらぎの湯（ホテルグランスパ併設）
- 八王子ツインタワー A館・B館（旧：丸井八王子店 A館・B館）
  - ゴールドジム八王子
- セントラルフィットネスクラブ（八王子）
- メガロス24（京王八王子駅前店。24時間営業スポーツクラブ）
- エニタイムフィットネス八王子元横山町店（24時間年中無休フィットネスクラブ）
- 八王子エルシィ（旧：まるき百貨店→八王子岡島百貨店）
- ビュータワー八王子
  - スギ薬局八日町店

現存しない店舗
- 伊勢丹八王子店→閉店後に解体
- イノウエ百貨店→忠実屋八日町店→カラオケ店→ミッドプレイス八王子（15階建て高層マンション）
- 八王子大丸→FAM（ファム）→ダイエーへの合併後に解体→マクシスタワーズアーバンデュオ（20階建て高層マンション）
- ダイエー八王子店→解体後にブリリアタワー八王子（17階建て高層マンション）、1階にイオンフードスタイル八王子店として再出店

#### 主な宿泊施設
- 京王プラザホテル八王子[注釈 2]
- ザ・ビー 八王子
- R&Bホテル八王子
- 東横イン東京八王子駅北口
- 八王子ホテルニューグランド
- マロウドイン八王子
- 八王子スカイホテル
- アパホテル〈八王子駅北〉（元・「シーズイン八王子」）
- 三恵シティホテル八王子
- 千代田ホテル
- ホテルグランスパ八王子

#### 医療機関
- 仁和会総合病院

#### 主な文教施設

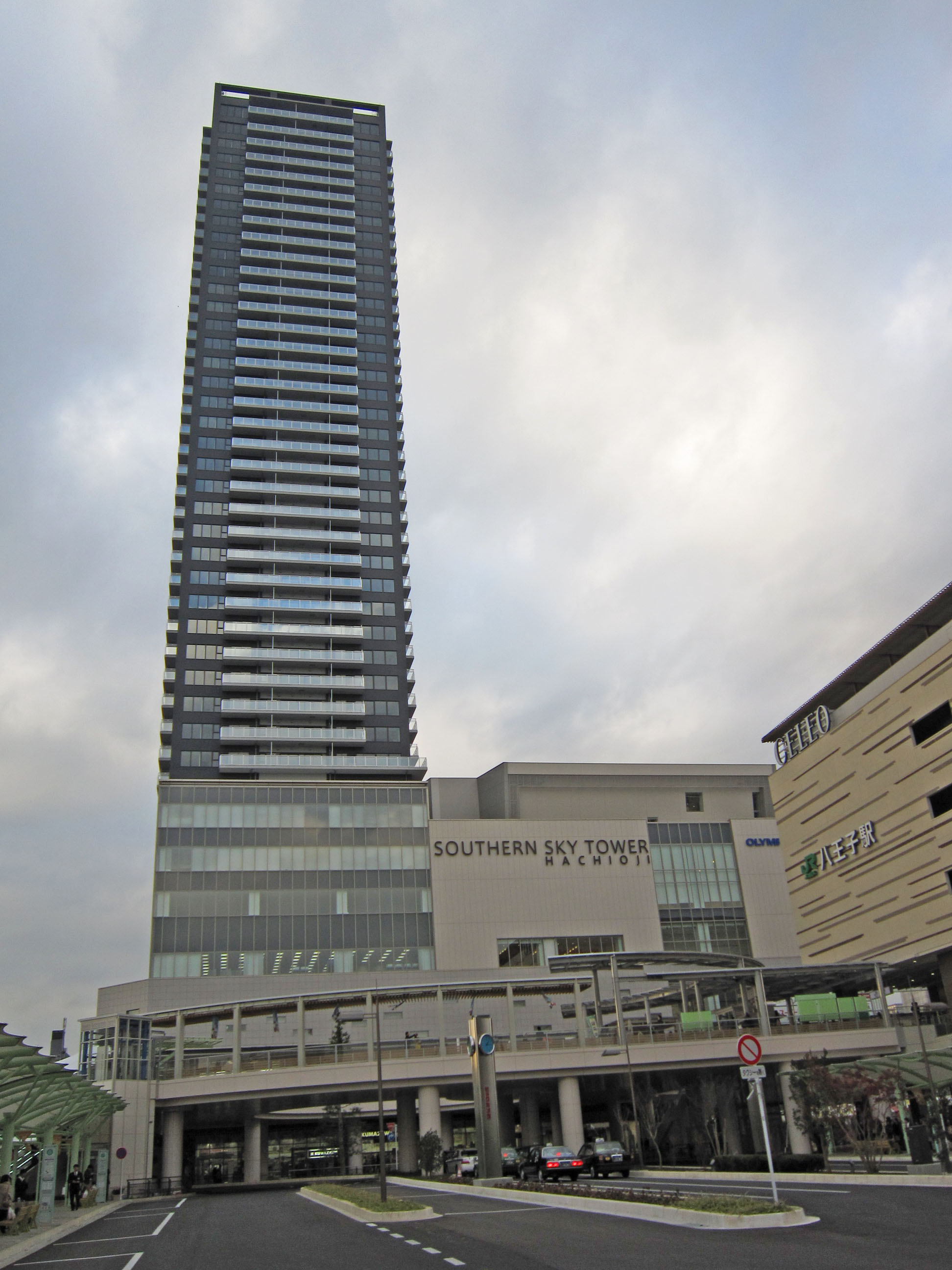
サザンスカイタワー八王子

- 東京都立南多摩中等教育学校
- 八王子中央自動車学校
- 駿台予備学校八王子校
- 四谷学院八王子駅前教室

### 南口

#### 名勝・旧跡
- 信松院
- 富士森公園

#### 公的施設
- 八王子市 八王子駅南口総合事務所（サザンスカイタワー八王子内）
- 八王子市民会館「J:COMホール八王子、元オリンパスホール八王子」（同上）
- 八王子市郷土資料館
- 八王子公共職業安定所（ハローワーク八王子）
- 八王子子安郵便局
- JR東日本八王子支社
- 東京電力パワーグリッド多摩支店

#### 主な商業施設
- サザンスカイタワー八王子
  - スーパーアルプス 八王子駅南口店
  - 多摩信用金庫八王子駅前支店
    - 他飲食、物販店舗等
- セレオ八王子南館
  - ビックカメラJR八王子駅店
    - 他飲食物販店舗、保育園・学童施設等
- 八王子オーパ
  - アルズフーズマーケット（八王子店）
  - カルディコーヒーファーム（八王子オーパ店）
  - オレンジセオリーフィットネス八王子
  - ゼンゴルフレンジ（八王子店）
- クリエイト（八王子万町。元・「丸正八王子店」）
- セイムス（子安町店）
- マツモトキヨシ（八王子万町店）
- メガロス八王子
- エニタイムフィットネスセンター八王子店（24時間営業のフィットネスジム）
- キャスティング八王子店（釣用品の販売。元・コジマ New八王子店）

#### 主な宿泊施設
- ホテルリブマックス八王子駅前
- サンホテル八王子
- 八王子アーバンホテル
- アパホテル〈八王子駅西〉（上野町、元セントラルホテル八王子）

#### 医療機関
- 八王子消化器病院
- 南八王子病院（元・「聖八王子病院」）
- 清智会記念病院
- 八王子脊椎外科クリニック

#### 主な文教施設
- アポロ美容理容専門学校
- 国際電子会計専門学校
- 八王子実践中学校・高等学校
- 東京都立八王子特別支援学校
- ランビエンテ修復芸術学院

- サザンスカイタワー八王子

## バス路線

### 北口

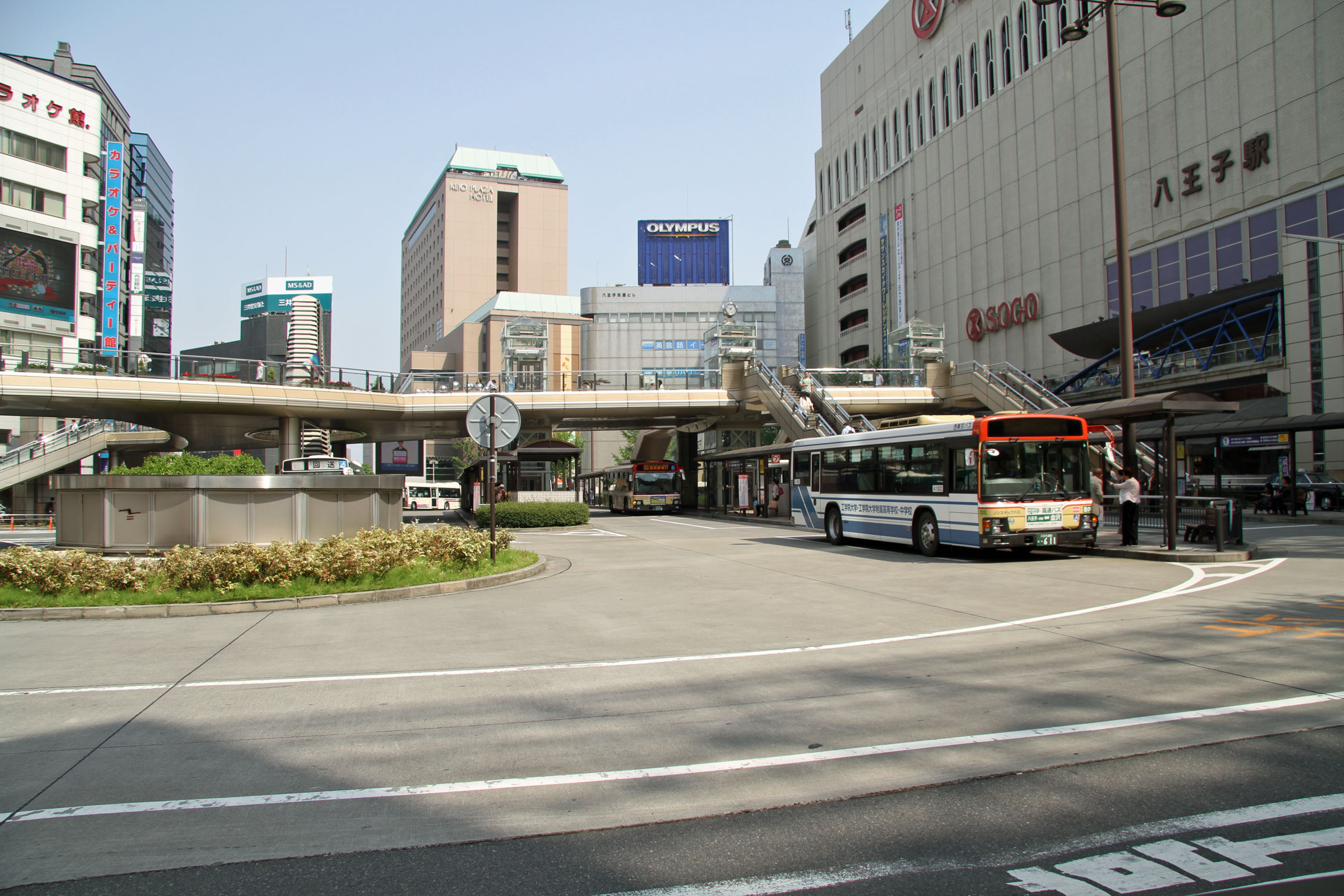
北口バスターミナル

「JR八王子駅北口」停留所にて、以下の路線バスや高速バスが発着する。
| のりば | 運行事業者                  | 系統・行先 | 備考 |  |
| ------ | --------------------------- | --- | --- |  |
| 1      | 西東京バス                  | - 大02：宇津木台 - 大03：東海大学八王子病院 - 大11：日野駅 | |  |
| 2      | 西東京バス                  | バ01：宇津木台 | |  |
| 3      | 京王電鉄バス                | - 日50・八58：日野駅 - 八59：八王子工業団地 | |  |
| 4      | 京王電鉄バス                | 豊56：豊田駅北口 | |  |
| 5      | 京王電鉄バス                | 八王子車庫（出入庫） | |  |
| 5      | 神奈川中央交通              | 八07：相模湖駅 | 平日2本・土休日3本のみ運行 |  |
| 6      | 西東京バス                  | - 工01：楢原町 - 直通：工学院大学 - 秋61：秋川駅 - 秋62：イオンモール日の出 - 市街地循環：八王子駅 - 特急：東京サマーランド                                           | - 工学院大学直通便の平日・土曜の12時29分までの出発便は、15番のりばから発車 - 「秋62」は土休日のみ運行、特急東京サマーランド行きは夏季の期間限定運行 |  |
| 7      | 西東京バス                  | - 秋01：楢原町 - 秋02：川口小学校 - 秋03：上川霊園 - 秋04：武蔵五日市駅                                                                                               | |  |
| 8      | 西東京バス                  | - 市12：横川町住宅 - 元八04：高尾駅南口 | |  |
| 9      | 西東京バス                  | - 陣01：宝生寺団地 - 陣02：恩方営業所・恩方ターミナル - 陣04：恩方ターミナル - 陣05：大久保 - 陣11：松枝住宅 - 元八03：高尾駅北口・高尾駅南口                         | |  |
| 10     | 西東京バス                  | 長81：城山手 | |  |
| 10     | 西東京バス                  | 京王バス | - 八04：館ヶ丘団地 - 山01：高尾山口駅 |  |
| 11     | 西東京バス                  | - 16号04・左03：戸吹 - 16号11・い11：みつい台 - 左01：純心女子学園 - 16号06：創価大学循環                                                                             | - 「い11」は1日1本のみ運行 - 「16号04」は22時以降に運行 - 「16号06」の平日・土曜の12時29分までの出発便は、14番のりばから発車                        |  |
| 12     | 西東京バス                  | - 暁21：中野団地 - ひ01：戸吹 - ひ02：創価大正門・東京富士美術館 - ひ03：サマーランド - ひ04：創価大学循環 - ひ06：拝島駅 - ひ07：秋川駅 - ひ08：戸吹スポーツ公園入口 | - 「ひ02」「ひ04」の平日・土曜の12時29分までの出発便は、14番のりばから発車 - 「ひ06」は朝のみ運行                                                   |  |
| 13     | 西東京バス                  | - 空港連絡バス：羽田空港 / 成田空港 - 高速バス「通勤ライナー」：新宿駅西口                                                                                            | |  |
| 13     | - 西東京バス - 群馬バス     | 高速バス：「ゆめぐり八王子号」草津温泉 | |  |
| 13     | - 西東京バス - アルピコ交通 | 夜行高速バス「八王子・渋谷 - 金沢・加賀線」：加賀温泉駅 | |  |
| 13     | - 西東京バス - 近鉄バス     | 夜行高速バス「ツィンクル号」：あべの橋 | |  |
| 14     | 西東京バス                  | - 直通：創価大学正門・東京富士美術館 - 急行：創価大学栄光門 | |  |
| 15     | 西東京バス                  | - 直通：工学院大学 | |  |

### 南口

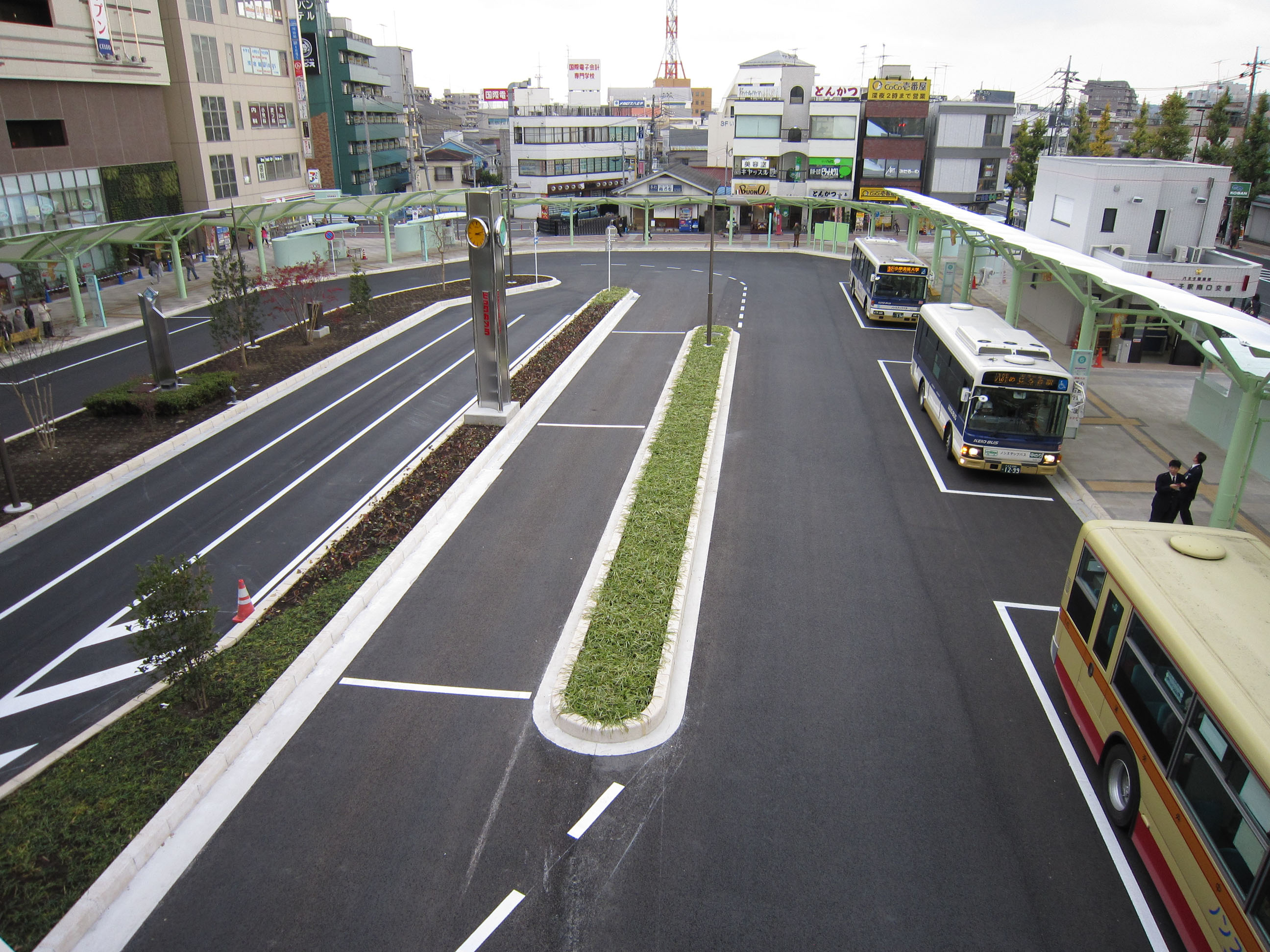
南口バスターミナル

「八王子駅南口」停留所にて、以下の路線バスや高速バスが発着する。
| のりば | 運行事業者                | 系統・行先                                                             | 備考 |
| ------ | ------------------------- | ---------------------------------------------------------------------- | --- |
| 1      | 京王バス                  | - 八60・八61：南大沢駅                                                 | - 「八60」は深夜バスの運行あり |
| 2      | 京王バス                  | - 八65：片倉台 - 八69：八王子みなみ野駅                                | - 「八65」の平日ダイヤでは朝と夕方以降、土休日ダイヤでは夕方以降のみ運行 - 「八69」の平日ダイヤでは9時台以降運行、土休日ダイヤでは終日運行 |
| 3      | スクールバス              | スクールバス                                                           | スクールバス |
| 3      | 東京富士交通              | 夜行高速バス「ナイトライナー」：京都駅・大阪梅田・天王寺               | |
| 3      | 軽井沢バス                | 夜行高速バス「流星号」：京都駅・天王寺・なんば・神戸三宮               | |
| 3      | グレース観光バス          | 夜行高速バス「グレースライナー」：名古屋                               | |
| 4      | スクールバス              | スクールバス                                                           | スクールバス |
| 4      | ニュープリンス高速バス    | 夜行高速バス「WILLER EXPRESS」：京都駅・大阪梅田                       | |
| 5      | 京王バス                  | 八70：（急行）多摩美術大学                                             | |
| 6      | 京王バス                  | - 八81：めじろ台駅                                                     | |
| 7      | 京王バス                  | - 八67：東京家政学院 - 八90：めじろ台駅                                | |
| 7      | - 京王バス - 京王電鉄バス | - 八96：法政大学 - 八98：グリーンヒル寺田 - 八94・八99：西八王子駅南口 | |
| 7      | 神奈川中央交通            | 八77：橋本駅北口                                                       | |

## 隣の駅
東日本旅客鉄道（JR東日本）
 中央線
- 特急「あずさ」「かいじ」「富士回遊」停車駅

■通勤特快（平日上りのみ）
立川駅 (JC 19) ← 八王子駅 (JC 22) ← 高尾駅 (JC 24)
■中央特快・■通勤快速（平日下りのみ）・■快速・■普通
豊田駅 (JC 21) - 八王子駅 (JC 22) - 西八王子駅 (JC 23)
■むさしの号
豊田駅 (JC 21) - 八王子駅 (JC 22)
 横浜線
■快速・■各駅停車
片倉駅 (JH 31) - 八王子駅 (JH 32)
■八高線
八王子駅 - 北八王子駅

### 記事本文